# Turea, Busk
Turea (în ucraineană Тур'я) este localitatea de reședință a comunei Turea din raionul Busk, regiunea Liov, Ucraina.

## Demografie
Componența lingvistică a localității Turea
     Ucraineană (100%)
Conform recensământului din 2001, toată populația localității Turea era vorbitoare de ucraineană (100%).